# Deimos Imaging
Deimos Imaging, subsidiaria de la compañía canadiense UrtheCast Corp., es una empresa española especializada en sistemas de observación de la Tierra y en productos y servicios de teledetección. Su sede central está en el Parque Tecnológico de Boecillo (Valladolid) y consta de instalaciones de control de satélites y de procesamiento en Boecillo (Valladolid) y Puertollano (Ciudad Real). La compañía posee y opera los satélites Deimos-1 y Deimos-2.
En 2021 se declaró en concurso de acreedores.

## Historia
La empresa fue fundada el 13 de mayo de 2007, tras el acuerdo de colaboración alcanzado entre Deimos Space y el Laboratorio de Teledetección de la Universidad de Valladolid (LATUV).
Desde ese momento se comenzó la construcción de su primer satélite, el Deimos-1; que conllevó otras construcciones y mejoras en su centro del Parque Tecnológico de Boecillo. La primera de ellas, llegó en 2007, con la conclusión de la torre para la antena de recepción.
La inauguración de la Estación de Tierra del Deimos-1 tuvo lugar el 6 de junio de 2008 a las 11 de la mañana con la presencia del presidente de la Junta de Castilla y León, Juan Vicente Herrera, que aceptó presidirla.
En julio de 2009 se produjo el lanzamiento de su primer satélite, el Deimos-1, desde la base de lanzamiento de cohetes de Baikonur, Kazajistán. El 19 de junio de 2014, fue lanzado el satélite Deimos-2.
El 25 de junio de 2015, la canadiense UrtheCast Corp. adquiere los negocios de observación de imágenes de la Tierra de Deimos procedentes de Elecnor, S.A.

## Deimos-1
Pensado desde el mismo momento de la fundación de la empresa Deimos Space, el satélite Deimos-1, es el primero de Deimos Imaging.
El satélite en cuestión, pese a su reducido tamaño, cuenta con un sensor óptico multiespectral, con resolución de 22 metros y capacidad de barrido de imágenes de 600 km.
El satélite está englobado en la constelación internacional DMC (Disaster Monitoring Constellation), con satélites de otros países, pero construidos todos ellos por SSTL. La intención principal del satélite es tomar imágenes de desastres naturales, para evaluar los daños y actuar en consecuencia. El satélite ha sido construido reutilizando la carcasa y sistemas ya ideados por SSTL, y está basado en el concepto del Microsat-100 de Surrey.
El lanzamiento de este satélite se produjo el 29 de julio de 2009 a las 20:46:23 hora española, desde la base de lanzamiento de cohetes de Baikonur y su primera imagen fue recibida el 6 de agosto de 2009.

## Deimos-2
Deimos-2 fue lanzado en 2014 y diseñado para aplicaciones de observación de la Tierra de muy alta resolución, que proporciona imágenes pancromáticas de 1m de pixel y multiespectrales de 4m de píxel. Tiene capacidad para adquirir imágenes con un ángulo de hasta 45 grados respecto al nadir y realizar dos capturas en modalidad estéreo en un mismo pase. Es el satélite no gubernamental de mayor resolución en Europa.